# Macropharyngodon negrosensis
Macropharyngodon negrosensis är en fiskart som beskrevs av Herre 1932. Macropharyngodon negrosensis ingår i släktet Macropharyngodon och familjen läppfiskar. IUCN kategoriserar arten globalt som livskraftig. Inga underarter finns listade i Catalogue of Life.